# Рокетт, Петер
Петер Рокетт (нем. Peter Roquette), полное имя Петер Жак Рокетт (нем. Peter Jaques Roquette, 8 октября 1927, Кёнигсберг, Восточная Пруссия, Германия — 24 февраля 2023, Гейдельберг, Германия), — немецкий математик, специалист по алгебре, алгебраической геометрии и теории чисел, профессор Гейдельбергского университета, член Гейдельбергской академии наук (1978) и Леопольдины (1985).

## Биография
Петер Рокетт родился 8 октября 1927 года в Кёнигсберге (ныне Калининград). Начиная с 1945 года, учился в Эрлангенском университете, где одним из его учителей был Генрих Грелл. После этого Рокетт учился в Берлинском университете имени Гумбольдта, который окончил в 1950 году, получив диплом математика.
Затем Рокетт продолжил обучение в Гамбургском университете, где в 1951 году защитил диссертацию, получив докторскую степень (Dr. rer. nat.). Тема диссертации — «Арифметическое доказательство гипотезы Римана для полей конгруэнц-функций любого рода» (нем. Arithmetischer Beweis der Riemannschen Vermutung in Kongruenzfunktionenkörpern beliebigen Geschlechts), научный руководитель — Хельмут Хассе. 
В 1951—1952 годах Рокетт работал ассистентом в Математическом институте Обервольфаха, а в 1952—1954 годах — в Мюнхенском университете. В 1954 году он получил степень хабилитированного доктора. В 1954—1956 годах Рокетт работал в Институте перспективных исследований в Принстоне (штат Нью-Джерси, США), а в 1956—1959 годах был приват-доцентом в Гамбургском университете.
В 1959—1967 годах Рокетт был профессором в Саарском университете (Саарбрюккен) и Тюбингенском университете. Начиная с 1967 года, он работал профессором Гейдельбергского университета, в течение некоторого времени был директором Математического института этого университета. В 1963 году Рокетт был с научным визитом в Калифорнийском технологическом институте (Пасадина, США), в 1964, 1965 и 1966—1967 годах работал приглашённым профессором в Университете штата Огайо (Колумбус, США), а в 1987 году был приглашённым профессором в Тель-Авивском университете (Израиль) и в Стелленбосском университете (ЮАР). Он был членом редакционных коллегий журналов «Journal of Number Theory», «Journal für die reine und angewandte Mathematik» и «Manuscripta Mathematica». C 1996 года Рокетт был профессором-эмеритом Гейдельбергского университета. 
Петер Рокетт скончался 24 февраля 2023 года в Гейдельберге в возрасте 95 лет.

## Научные результаты
Научные исследования Рокетта были связаны с алгебраической теорией чисел, полями алгебраических функций, полями абелевых функций, теорией редукции, общей арифметикой, коммутативной алгеброй, теорией нормирования, когомологиями Галуа, алгебрами над полем, теорией групп, нестандартными методами в алгебре и арифметике, p-адическими полями и диофантовыми уравнениями. В частности, одна из статей Рокетта, посвящённых применению нестандартных методов к теории диофантовых уравнений, — «О теореме конечности Зигеля — Майера, относящейся к диофантовым уравнениям» (англ. On the finiteness theorem of Siegel and Mahler concerning diophantine equations), — была опубликована в 1975 году в соавторстве с американским математиком Абрахамом Робинсоном.
Рокетт был приглашённым докладчиком на Международном конгрессе математиков 1958 года, проходившем в Эдинбурге. Название доклада — «Некоторые фундаментальные теоремы для полей абелевых функций» (англ. Some fundamental theorems on Abelian function fields). В своём получасовом докладе Рокетт обсуждал обобщения теоремы Морделла — Вейля.
Рокетт также опубликовал ряд трудов по истории математики, в частности связанных с историей математических школ Эмми Нётер и Хельмута Хассе. Он подготовил к публикации переписку Хельмута Хассе с Эмми Нётер, Эмилем Артином, Арнольдом Шольцем и Ольгой Таусски, а также другие труды Хассе и Нётер. В 2013 году Рокетт опубликовал монографию об истории теории чисел в XX веке, выпущенную Европейским математическим обществом в серии «Наследие европейской математики» (англ. Heritage of European Mathematics).

## Награды, премии и почётные звания
- Член Гейдельбергской академии наук (1978)[2][3]
- Член Леопольдины (1985)[1]
- Почётный доктор Университета Дуйсбурга — Эссена (1992)[2]
- Почётный член Гамбургского математического общества[нем.] (2002)[12]

## Некоторые публикации

### Книги
- P. Roquette. Analytic theory of elliptic functions over local fields. — Vandenhoeck & Ruprecht, 1970. — (Hamburger Mathematische Einzelschrifte, Neue Folge, Heft 1)
- A. Prestel, P. Roquette. Formally p-adic fields. — Springer, 1984. — 168 p. — (Lecture Notes in Mathematics, v. 1050). — ISBN 978-3-540-12890-8
- P. Roquette. The Brauer-Hasse-Noether theorem in historical perspective. — Springer, 2006. — 92 p. — (Schriften der Mathematisch-naturwissenschaftlichen Klasse, Bd. 15). — ISBN 9783540269687
- P. Roquette. Contributions to the history of number theory in the 20th century. — EMS Press, 2013. — 289 p. — (Heritage of European Mathematics). — ISBN 978-3-03719-113-2
- P. Roquette. The Riemann hypothesis in characteristic p in historical perspective. — Springer, 2018. — 235 p. — (Lecture Notes in Mathematics, v. 2222). — ISBN 978-3-319-99066-8

### Статьи
- P. Roquette. Arithmetische Untersuchung des Charakterringes einer endlichen Gruppe. Mit Anwendungen auf die Bestimmung des minimalen Darstellungskörpers einer Gruppe und in der Theorie der Artinschen L-Funktionen, Journal für die reine und angewandte Mathematik, 1952, v. 190, p. 148—168, doi:10.1515/crll.1952.190.148
- A. Robinson, P. Roquette. On the finiteness theorem of Siegel and Mahler concerning diophantine equations, Journal of Number Theory, 1975, v. 7, No. 2, p. 121—176, doi:10.1016/0022-314X(75)90013-X
- F.-V. Kuhlmann, M. Pank, P. Roquette. Immediate and purely wild extensions of valued fields, Manuscripta Mathematica, 1986, v. 55, p. 39—67, doi:10.1007/BF01168612